# Beaverton (Oregon)

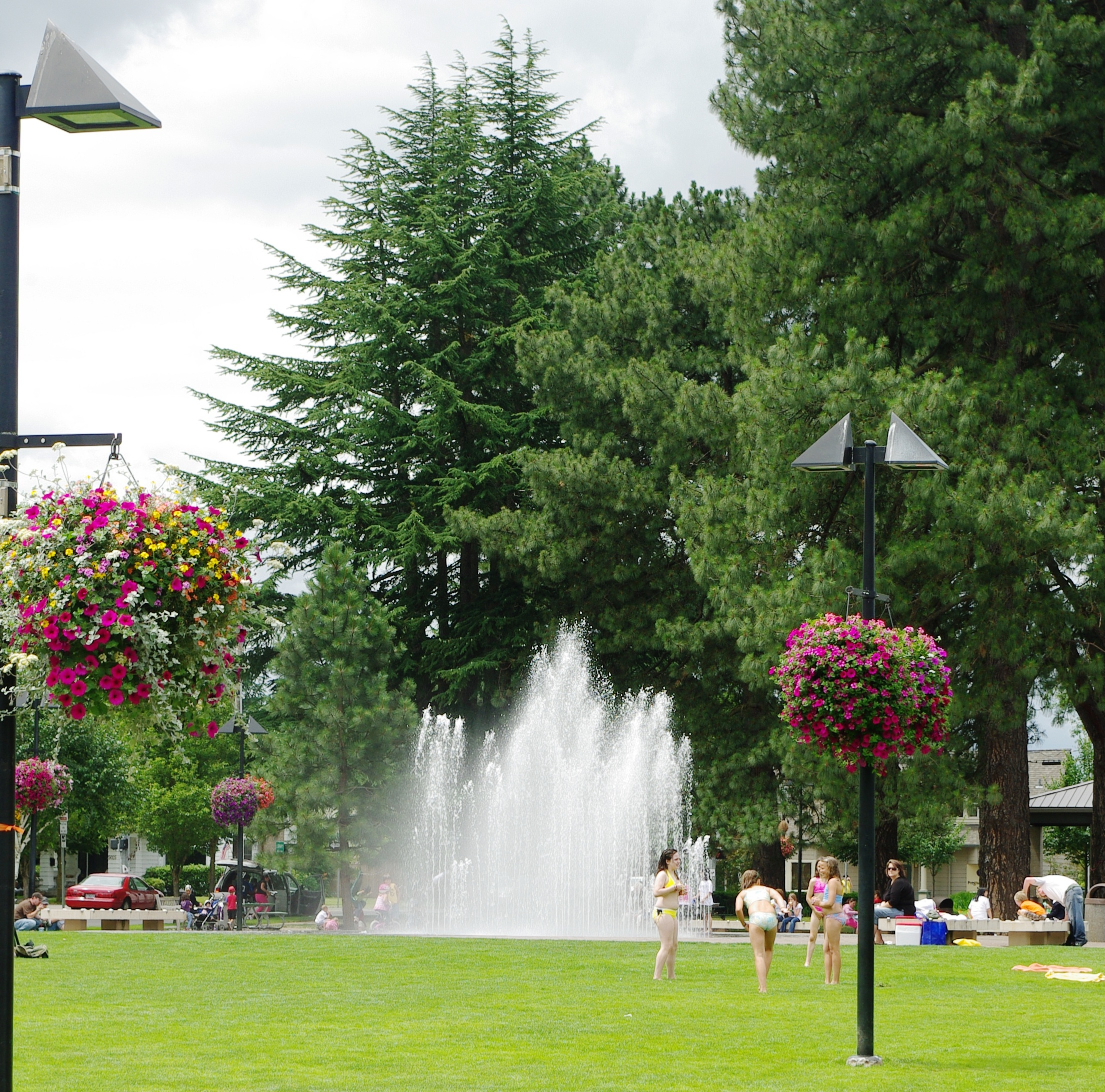
Városi park

Beaverton az Amerikai Egyesült Államok északnyugati részén, Oregon állam Washington megyéjében, Portlandtől 11 km-re délre, a Tualatin-völgyben helyezkedik el. A 2010. évi népszámláláskor 89 803 lakosa volt. A város területe 48,51 km², melynek 100%-a szárazföld.
A rendfenntartást és a tűzvédelmet a Tualatin Valley Fire and Rescue látja el.
2010-ben felkerült a Money magazin számos más kisebb településsel együtt a 100 legjobb hely közé választotta. Hillsboróval a megye két gazdasági központját alkotják; számos, különböző szakterületű vállalat székhelye található ezen városokban.

## Történet

### Elnevezése
Az Oregon Geographic Names szerint nevét a kanadai hódok által épített gátaknak köszönhetően létrejött nagyobb vízhez való közelsége miatt kapta.

### Őslakosok
A Tualatin-völgy ezen részén eredetileg a kalapuya indiánok atfalati törzse élt; a telepesek félreértés miatt tualatinnak hívták őket. A 18. század második felében számuk lecsökkent, így mire a telepesek megérkeztek, már nem számítottak domináns csoportnak.

### 19. század

#### Az első telepesek
A területen egy indiánok által lakott település, Chakeipi volt, melynek jelentése: „hódok otthona”; ezt az első telepesek Beaverdamnek nevezték. Ők a Kentuckyból származó Hall, a Scholls Ferry Road és a Hall Boulevard által határolt területen élő Denneys családok és a Minnesota állambeli New York Mills nyugati feléről származó Orin S. Allen voltak.
Lawrence Hall 1847-ben a mai Walker Road közelében egy 2,6 km² területű telket vásárolt, ahol testvérével egy malmot építettek. Hall volt az első telektulajdonos. Őt követte 1848-ban Thomas Denney, aki egy fűrésztelepet nyitott. 1860-ban egy fizetős, pallókból készült út épült Portlandig egy Canyon Roadnak nevezett ösvényen.

#### A város megalapítása
Az amerikai polgárháború után több másik telepes (Joshua Welch, George Betts, Charles Angel, W. P. Watson és John Henry) telepedett le itt abban reménykedve, hogy a vasút eléri a települést, melyet a következőképp jellemeztek: „főképp ingoványok és mocsarak, melyeket hódok gátjai kötnek össze, és egy nagy tóra hasonlít”.
1872-ben megnyílt az első postahivatal; az első postamester, Betts pedig egy vegyesboltot hozott létre. A Betts Streetet róla nevezték el; itt áll a jelenlegi posta. Beaverton városi rangot 1893-ban kapott; ekkor 400 lakosa volt. Az első polgármester egy helyi üzletember, Alonzo Cady volt. Ma számos utca viseli az első telepesek neveit.

### 20. század

#### Autókereskedések
Beavertonban korán megjelentek az első kereskedések; az első Ford Motor Company-kereskedés 1915-ben nyílt meg. Az üzletet 1923-ban vásárolta meg Guy Carr, aki az elkövetkező években további kereskedéseket nyitott városszerte. A Walker Road és a Canyon Road kereszteződésének környékén ma is működik néhány kereskedés.

#### Filmek és légi közlekedés
Az 1920-as években a városban volt a 15 filmet forgató Premium Picture Productions székhelye. A területen helyezkedett el később a Watts kifutópálya és egy repülőgépgyártó üzem. Később egy második repülőtér (Bernard repülőtere) is létesült jóval északra, a mai Cedar Hills Crossing bevásárlóközpont területén.

#### Könyvtárak
Az első könyvtár 1925-ben nyílt meg Cady házának második szintjén; azóta számos alkalommal átköltöztették. Mai helyére (a Hall Boulevard és 5th Street sarkára) 2000-ben került. 2010 júniusában egy kisebb telephelyet nyitottak Murrayhill kerület közelében. Beaverton 2 és a környék 15 másik könyvtára a Washington megyei Könyvtárak Kooperatív Szolgáltató Szervezetének tagjai.

#### Közösségi közlekedés
1940-ben a Portland Stages, Inc. egy leányvállalata, a Tualatin Valley Stages, Inc. buszjáratot indított Portland belvárosa felé. Később a vállalat önálló céggé (Tualatin Valley Buses, Inc.) alakult. 1970-ig négy cég biztosította a térség közlekedését, ezek összefoglaló neve Blue Bus Lines volt. 1970-ben megalakult az új közlekedési társaság, a TriMet, mely kiterjesztette a szolgáltatási területet Beaverton többi része felé is.
A 70-es évek második felében a városfejlesztési tervekkel összhangban egy új gyorsvillamost (Metropolitan Area Express) terveztek. Az 1990-es referendumon a szavazók többsége a vonal megépítése mellett volt. A munkálatok 1993 és 1998 között zajlottak. Beavertonban hat állomás (Elmonica/SW 170th Avenue, Merlo Road/SW 158th, Beaverton Creek, Millikan Way, Beaverton Central és Beaverton Transit Center) található. Az utóbbi három kivételével mindegyik az egykori Burlington Northern Railroad, illetve elődje, az Oregon Electric Railway nyomvonalán fekszik. Utóbbi 1933-ig nyújtott vasúti kapcsolatot. Ma a gyorsvillamost és a környék buszhálózatát is a TriMet működteti. 2009 óta működik a HÉV (Westside Express Service), mely a Beaverton–Tigard–Tualatin–Wilsonville útvonalon halad.

### 21. század

#### Terjeszkedés

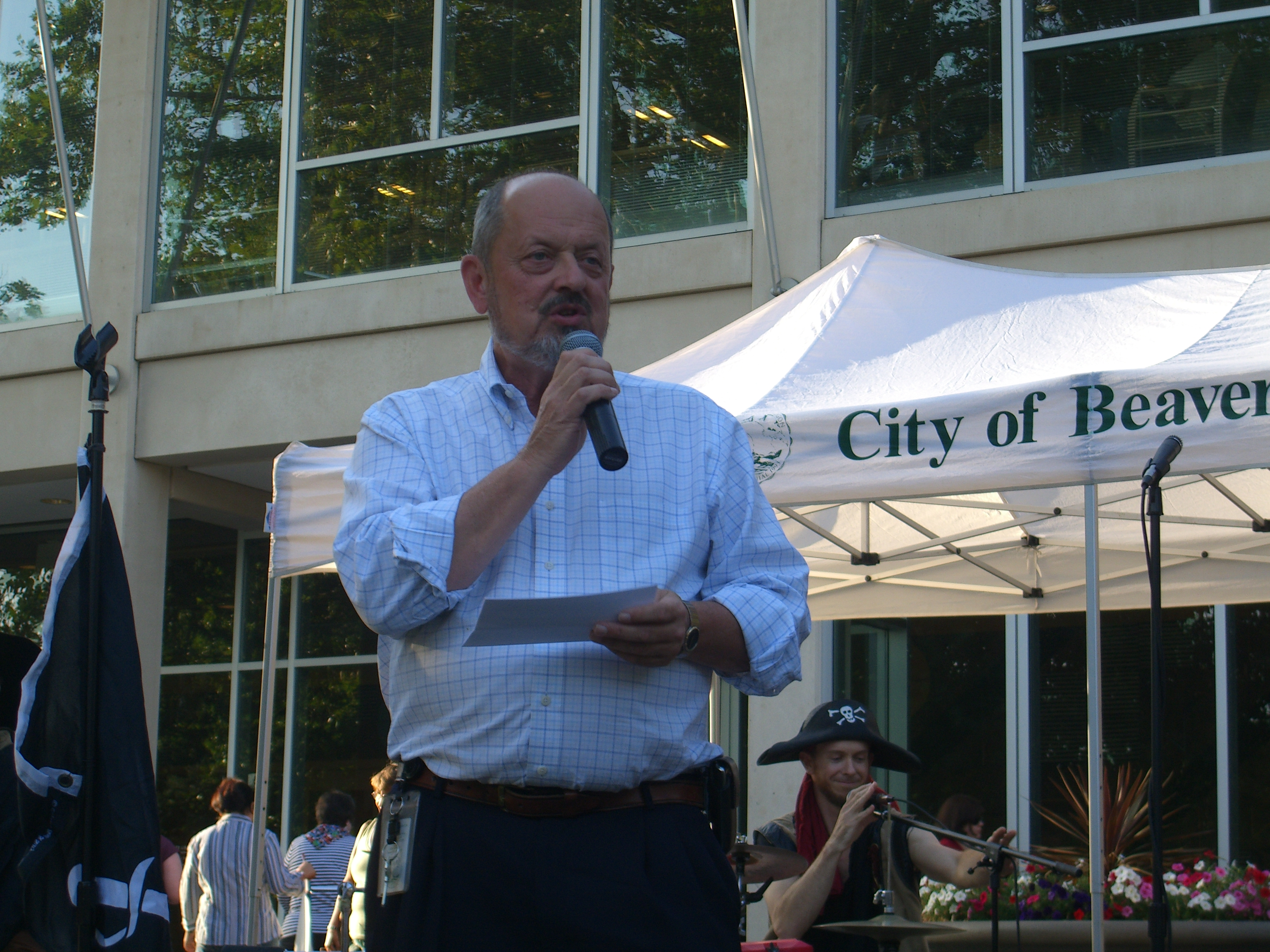
Denny Doyle polgármester

2004 decemberében a megye és a város bejelentették, hogy bővíteni fogják Beavertont, ezzel Portland után Oregon második legnagyobb városa lesz. A folyamatot 10 év hosszúra tervezték; a megye szempontjából az volt a fontos, ki biztosítja a közszolgáltatásokat. Beaverton megpróbálta a városhoz csatolni a területet, ahol a Nike található; ez jogi vitákhoz vezetett. A lobbizás eredményeképp a bíróság megtiltotta az önkormányzatnak, hogy az üzem hozzájárulása nélkül annektálja a területet. A szabály az Electro Scientific Industries, a Columbia Sportswear és a Tektronix területeire is vonatkozott. 2008 augusztusában kiterjesztették hatályát a Leupold & Stevensre is. 2006 júliusa óta a város és a Nike közti perek 360 000 dollárba kerültek. Az oregoni törvényhozás később újrarajzolta a megye beépíthető területeinek határát.

#### Közlekedés-központú fejlesztés

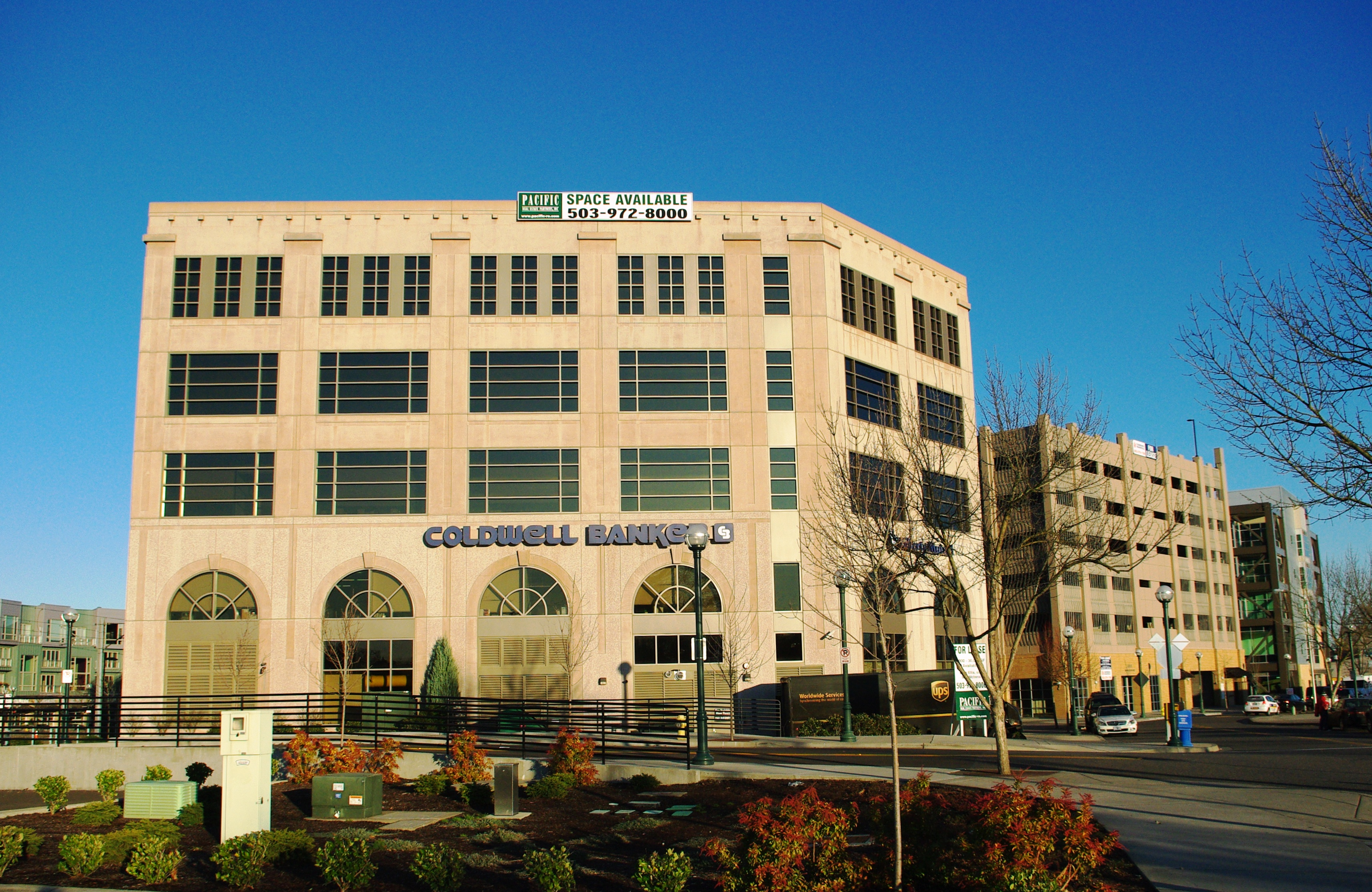
The Round

A város próbálja a gyorsvillamos-állomások környékét fejleszteni. 1996-ban indult a Beaverton Central állomás melletti The Round építése, amely egy korábbi szennyvíz-tisztító területén épülő multifunkciós épület. A projekt a kivitelező csődje és a 2008-as gazdasági válság miatt nem fejeződött be. 2014-ben a városházát az épület üres irodáiba helyezték át. Az épülettel szemben, a Westgate Theatre korábbi épületében egy művészeti kiállítóközpontot terveznek létrehozni.

## Éghajlat
A térség nyarai melegek (de nem forróak) és szárazak; a havi maximum átlaghőmérséklet 22 °C. A Köppen-skála alapján a város éghajlata meleg nyári mediterrán. A legcsapadékosabb a november–január, a legszárazabb pedig a július–augusztus közötti időszak. A legmelegebb hónap augusztus, a leghidegebb pedig január.
| Hónap                         | Jan.  | Feb.  | Már. | Ápr. | Máj. | Jún. | Júl. | Aug. | Szep. | Okt. | Nov.  | Dec.  | Év    |
| ----------------------------- | ----- | ----- | ---- | ---- | ---- | ---- | ---- | ---- | ----- | ---- | ----- | ----- | ----- |
| Rekord max. hőmérséklet (°C)  | 19,0  | 23,0  | 26,0 | 34,0 | 38,0 | 39,0 | 41,0 | 41,0 | 38,0  | 33,0 | 22,0  | 18,0  | 41,0  |
| Átlagos max. hőmérséklet (°C) | 8,0   | 11,0  | 13,0 | 16,0 | 19,0 | 23,0 | 26,0 | 27,0 | 24,0  | 18,0 | 11,0  | 8,0   | 17,0  |
| Átlaghőmérséklet (°C)         | 4,5   | 6,5   | 8,0  | 10,0 | 13,0 | 17,0 | 19,0 | 19,5 | 17,0  | 12,0 | 7,5   | 5,0   | 11,6  |
| Átlagos min. hőmérséklet (°C) | 1,0   | 2,0   | 3,0  | 4,0  | 7,0  | 11,0 | 12,0 | 12,0 | 10,0  | 6,0  | 4,0   | 2,0   | 6,2   |
| Rekord min. hőmérséklet (°C)  | −12,0 | −13,0 | −7,0 | −3,0 | −1,0 | 1,0  | 5,0  | 2,0  | 1,0   | −3,0 | −13,0 | −18,0 | −18,0 |
| Átl. csapadékmennyiség (mm)   | 148   | 123   | 103  | 71   | 57   | 41   | 17   | 21   | 42    | 74   | 154   | 163   | 1014  |
| Forrás: The Weather Channel   |       |       |      |      |      |      |      |      |       |      |       |       |       |

## Népesség

### 2010
A 2010-es népszámláláskor a városnak 89 903 lakója, 37 213 háztartása és 21 915 családja volt. A népsűrűség 1851,2 fő/km2. A lakóegységek száma 39 500, sűrűségük 814,3 db/km2. A lakosok 73%-a fehér, 2,6%-a afroamerikai, 0,6%-a indián, 10,5%-a ázsiai, 0,5%-a a Csendes-óceáni szigetekről származik, 8,2%-a egyéb, 4,5%-a pedig kettő vagy több etnikumú. A spanyol vagy latino származásúak aránya 16,3% (12,4% mexikói, 0,3% Puerto Ricó-i, 0,2% kubai, 3,4% egyéb spanyol vagy latino származású.)
A háztartások 31%-ában élt 18 évnél fiatalabb. 43,7% házas, 10,6% egyedülálló nő, 4,6% egyedülálló férfi, 41,1% pedig nem család. 30,9% egyedül élt; 8,5%-uk 65 éves vagy idősebb. Egy háztartásban átlagosan 2,39 személy élt; a családok átlagmérete 3,03 fő.
A medián életkor 34,7 év volt. A város lakóinak 22,9%-a 18 évesnél fiatalabb, 9,2% 18 és 24 év közötti, 33%-uk 25 és 44 év közötti, 24,5%-uk 45 és 64 év közötti, 10,4%-uk pedig 65 éves vagy idősebb. A lakosok 48,6%-a férfi, 51,4%-a pedig nő.

### 2000
A 2000-es népszámláláskor  a városnak 76 129 lakója, 30 821 háztartása és 18 656 családja volt. A népsűrűség 1569,3 fő/km2. A lakóegységek száma 32 500, sűrűségük 700 db/km2. A lakosok 78.3%-a fehér, 1.7%-a afroamerikai, 0.7%-a indián, 9.7%-a ázsiai, 0.4%-a a Csendes-óceáni szigetekről származik, 5.5%-a egyéb-, 3.7%-a pedig kettő vagy több etnikumú. A spanyol vagy latino származásúak aránya 11.1% (8,1% mexikói, 0,2% Puerto Ricó-i, 0,1% kubai, 2.6% pedig egyéb spanyol/latino származású.)
A háztartások 32,3%-ában élt 18 évnél fiatalabb. 46,8% házas, 9,7% egyedülálló nő; 39,5% pedig nem család. 29,7% egyedül élt; 7,1%-uk 65 éves vagy idősebb. Egy háztartásban átlagosan 2,44 személy élt; a családok átlagmérete 3,07 fő.
A város lakóinak 25%-a 18 évesnél fiatalabb, 8,1% 18 és 24 év közötti, 35,1%-uk 25 és 44 év közötti, 20,7%-uk 45 és 64 év közötti, 9%-uk pedig 65 éves vagy idősebb. A medián életkor 32,6 év volt. Minden 100 nőre 97,6 férfi jut; a 18 évnél idősebb nőknél ez az arány 94,9.
A háztartások medián bevétele 47 863 amerikai dollár, ez az érték családoknál $60 289. A férfiak medián keresete $41 683, míg a nőké $31 204. A város egy főre jutó bevétele (PCI) $25 419. A családok 5%-a, a teljes népesség 7.8%-a élt létminimum alatt; a 18 év alattiaknál ez a szám 8.5%, a 65 évnél idősebbeknél pedig 6.8%.

## Gazdaság

### Vállalatok székhelyei
A félkész ételeket forgalmazó Reser's Fine Foodsnak 1960 óta van itt a székhelye. A távcsöveket és egyéb optikai eszközöket gyártó Leupold & Stevens 1968 óta van a városban. 2005-ben Beaverton annektálta a területet, de a cég 2009-ben megtámadta a döntést, így újra a megyéhez tartoznak.
Itt található a Nike, Inc. székhelye is. A telek ugyan a településen belül található, de a megye hatálya alá tartozik. A Cedar Hills Crossing bevásárlóközpont is a városban található. A Phoenix Technologies északnyugati irodája is itt működik.

#### Technológia
A Szilícium-erdő részeként Beavertonban is számos vállalat található. Itt van az Oregon Technology Business Center, mely startupok részére biztosít irodákat, emellett oktatásokat is szerveznek. Az alábbi vállalkozások bérelnek itt irodát:
- Linux Technology Center[36]
- Tektronix
- Maxim Integrated Products
- VeriWave

### Legnagyobb foglalkoztatók
A 2013-as adatok alapján a legnagyobb foglalkoztatók:
| Foglalkoztató             | Alkalmazottak száma |
| ------------------------- | ------------------- |
| Beavertoni Iskolakerület  | 3797                |
| Nike, Inc.                | 1971                |
| Comcast Cable             | 1545                |
| Cedar Hills Crossing      | 1312                |
| Stream Global Services    | 1130                |
| Seterus                   | 1113                |
| Providence Health Systems | 831                 |
| Cascade Plaza             | 745                 |
| Beaverton Town Square     | 717                 |
| Beavertoni Önkormányzat   | 637                 |

## Oktatás
A város közoktatási intézményeit a Beavertoni Iskolakerület tartja fenn. A környék magániskolái: German American School, Holy Trinity School, Jesuit High School, Saint Cecilia Grade School, Southwest Christian School, Valley Catholic School, és WoodHaven School.
A Portlandi Közösségi Főiskola egyik kihelyezett kampusza a városban működik.

## Sport
Az 1978-ban megnyílt Howard M. Terpenning Recreation Complexben úszni, atletizálni, teniszezni, baseballozni, softballozni és kosárlabdázni is lehet. A városban továbbá számos felnőtt- és gyermekbajnokság is szerveződött.
2013 januárjában Beaverton lett az első oregoni város, ahol curlingpályát építettek.

### Little League
2014-ben a Beaverton–Aloha Little League baseballcsapat megnyerte az állami versenyt, és az arizonai Nogalesbe utaztak, ahol a régiós kupán 2–2-es eredménnyel zártak.
2006-ban a Murrayhill Little League baseballcsapat kvalifikálta magát a 2006-os Little League World Seriesre; ők voltak 48 év óta az első oregoni csapat. A csapat egészen az elődöntőig jutott; harmadik meccsüket az eső miatt elhalasztották, de nem játszották újra. Szintén 2006-ban a helyi junior softballcsapat a washingtoni Kirklandben rendezett kupán hatodik lett.
2002-ben a város Little League softballcsapata a texasi Wacoban megrendezett Little League Softball World Seriesen második lett.

## Testvérvárosok
Beaverton testvérvárosai:
- Gotemba, Japán – 1987
- Hszincsu, Kínai Köztársaság – 1988
- Cheonan, Dél-Korea – 1989
- Birobidzsan, Oroszország – 1990
- Trossingen, Németország – 1993
- Cluses, Franciaország – 1999

## Fordítás
Ez a szócikk részben vagy egészben  a   Beaverton, Oregon című angol Wikipédia-szócikk ezen változatának fordításán alapul.  Az eredeti cikk szerkesztőit annak laptörténete sorolja fel. Ez a jelzés csupán a megfogalmazás eredetét és a szerzői jogokat jelzi, nem szolgál a cikkben szereplő információk forrásmegjelöléseként.